# Hôtel de ville d'Édimbourg
L'Hôtel de Ville d'Édimbourg, ou Edinburgh City Chambers, à Édimbourg, en Écosse, est le lieu de réunion du conseil municipal de la ville d’Édimbourg et de ses prédécesseurs, Edinburgh Corporation et Edinburgh District Council . 

## Histoire et Description
Le bâtiment actuel a été construit à l'origine sous le nom de Royal Exchange entre 1753 et 1751 selon les plans de John Adam, avec des modifications détaillées apportées par John Fergus . La Bourse a été ouverte en 1760 par Lord Provost George Drummond. 
La Bourse n'a cependant jamais été appréciée par les marchands, pour qui elle a été construite. Ceux ci ont persisté à se réunir à la Mercat Cross ou, plutôt, à l'endroit où elle se trouvait avant son retrait en 1756 . Le conseil municipal prit possession du côté nord en 1811 comme City Chambers et en 1893, acheta l'ensemble du bâtiment. 
La "Grande Pierre de Guerre", située dans l'arcade de High Street, commémore les habitants du bourg royal ayant perdu la vie lors de la Première Guerre mondiale. Le monument fut dévoilé par le prince Henry le jour de l'armistice en 1927 et une nouvelle inscription commémorative fut ajoutée après la Seconde Guerre mondiale. 
La majeure partie de l'intérieur et toutes les grandes salles du conseil datent de 1875 à 1890 et sont l'œuvre de l'architecte municipal de l'époque, Robert Morham. Il a également construit l'aile nord-ouest en 1898 et l'arcade en arches donnant sur la cour en 1901. 
Les ailes est et ouest sur le Royal Mile ont été construites par le futur architecte de la ville, Ebenezer James MacRae, dans les années 1930. 
Les City Chambers et la statue d'Alexandre et de Bucéphale (dans la cour) sont des Monuments classés de catégorie A par Historic Scotland.  

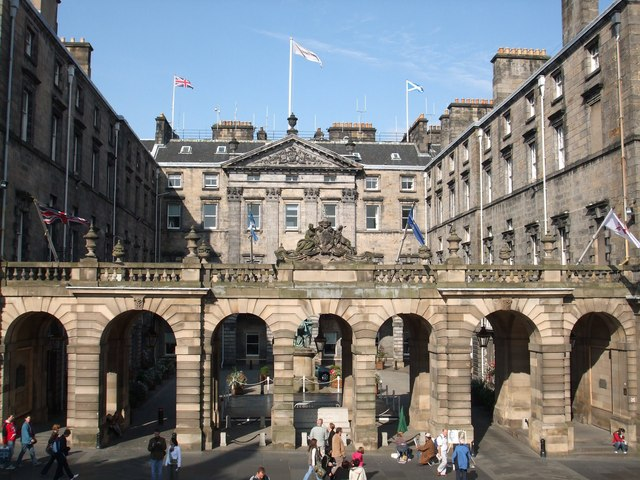
Les City Chambers vues de l'autre côté du Royal Mile depuis la croix Mercat sur la place du Parlement.
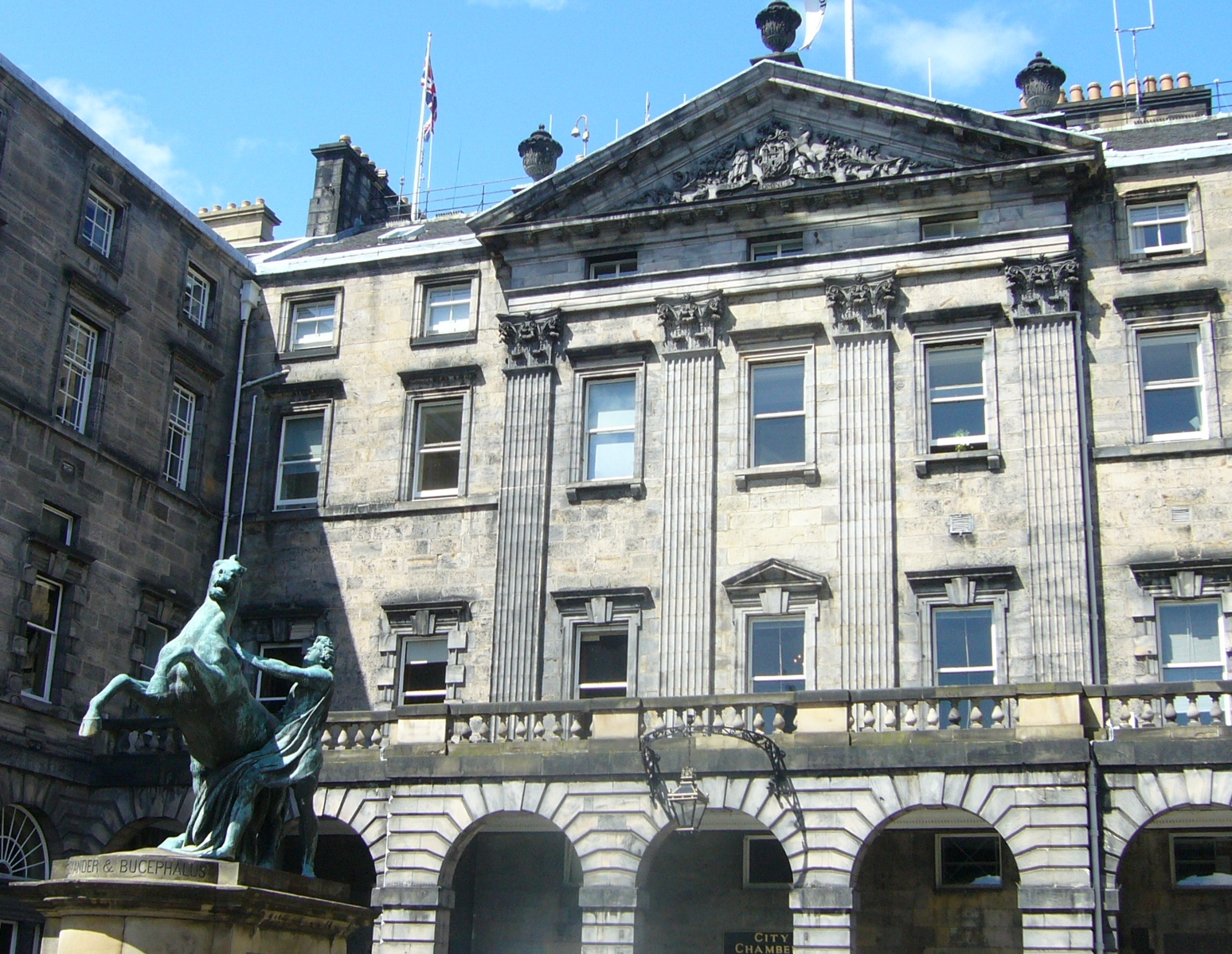
L'ancien Royal Exchange
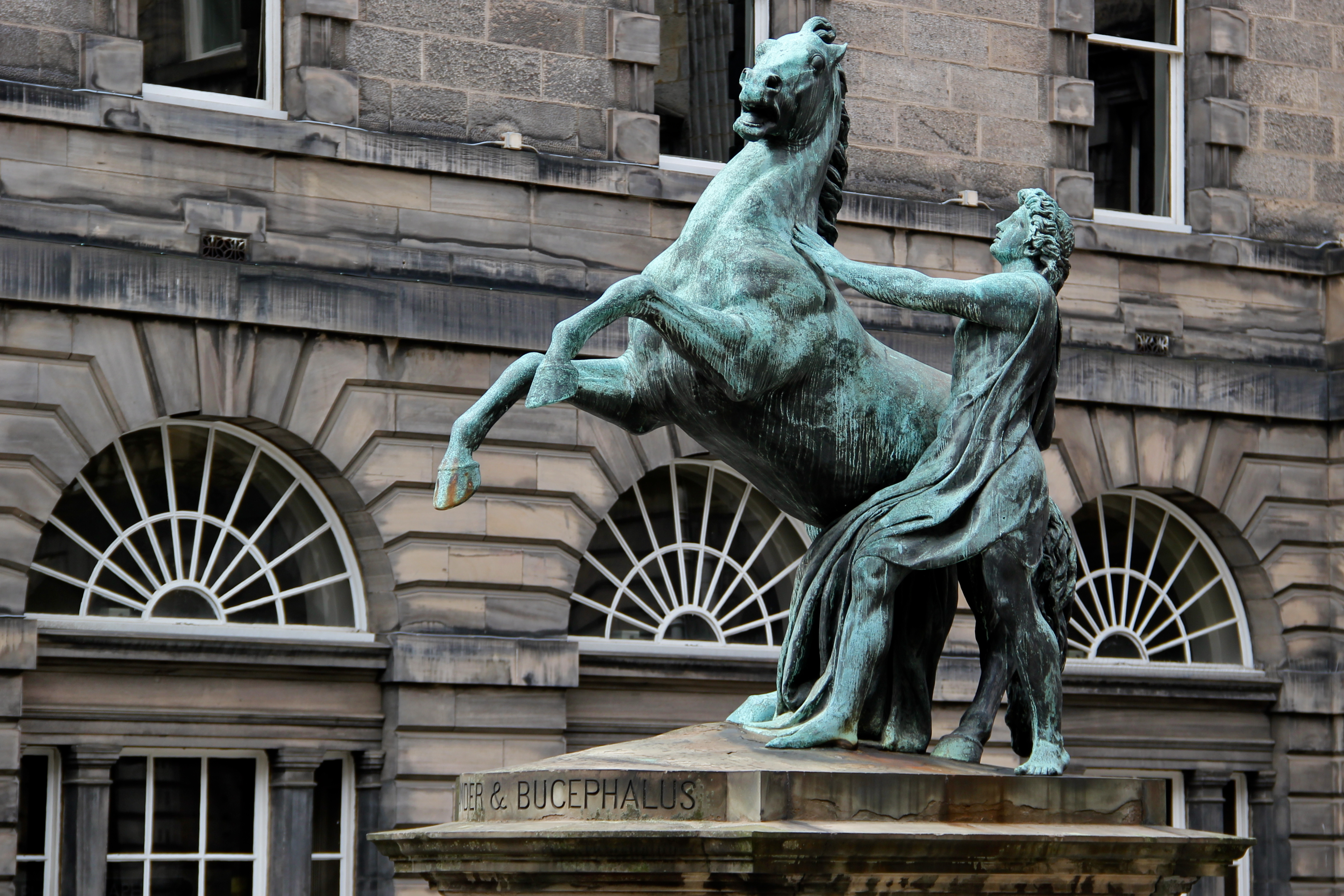
Alexandre & Bucéphale de John Steell, situé dans la cour des City Chambers d’Édimbourg.
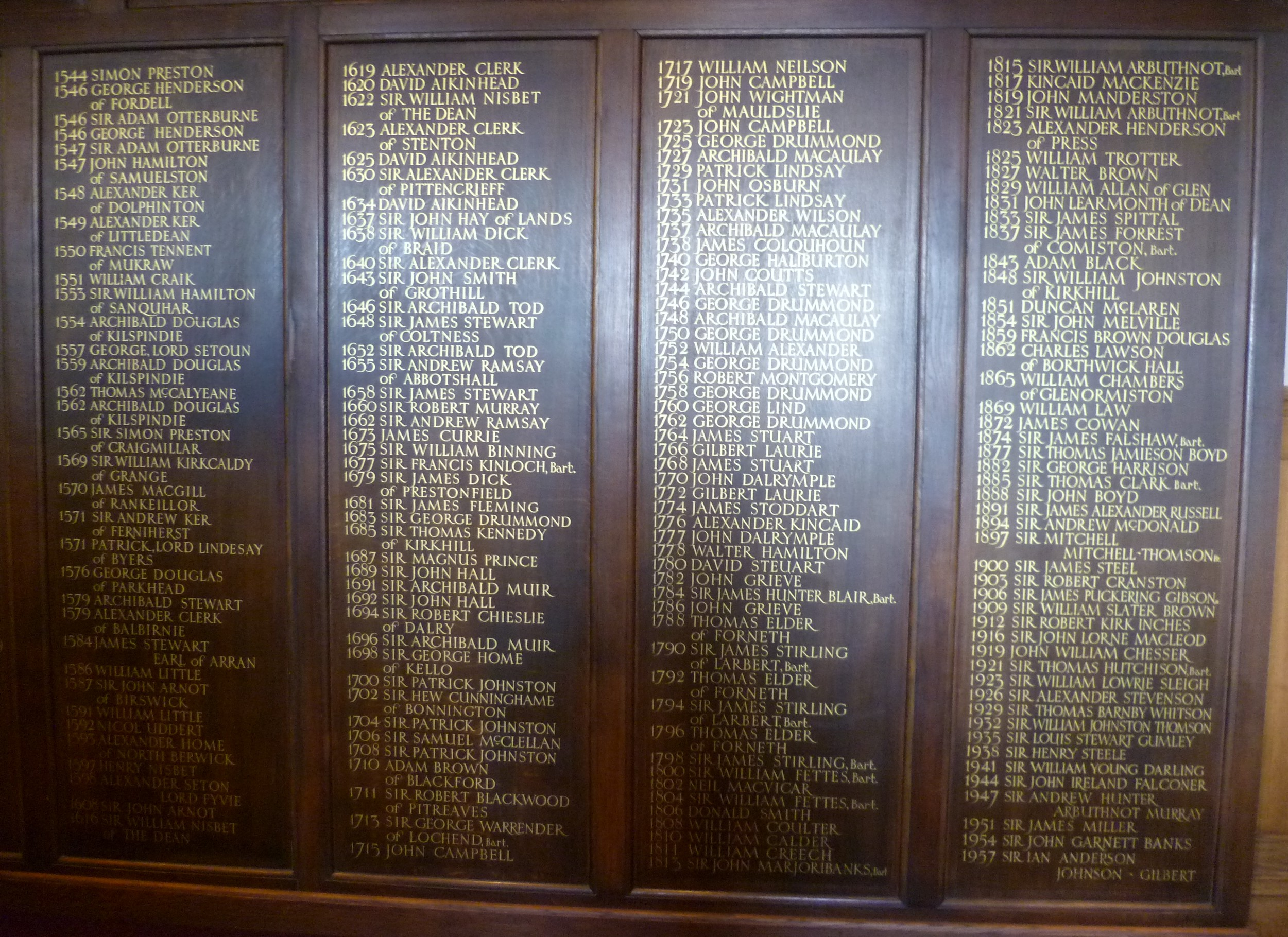
Un des deux panneaux énumérant les prévôts et, après 1667, les seigneurs de la ville
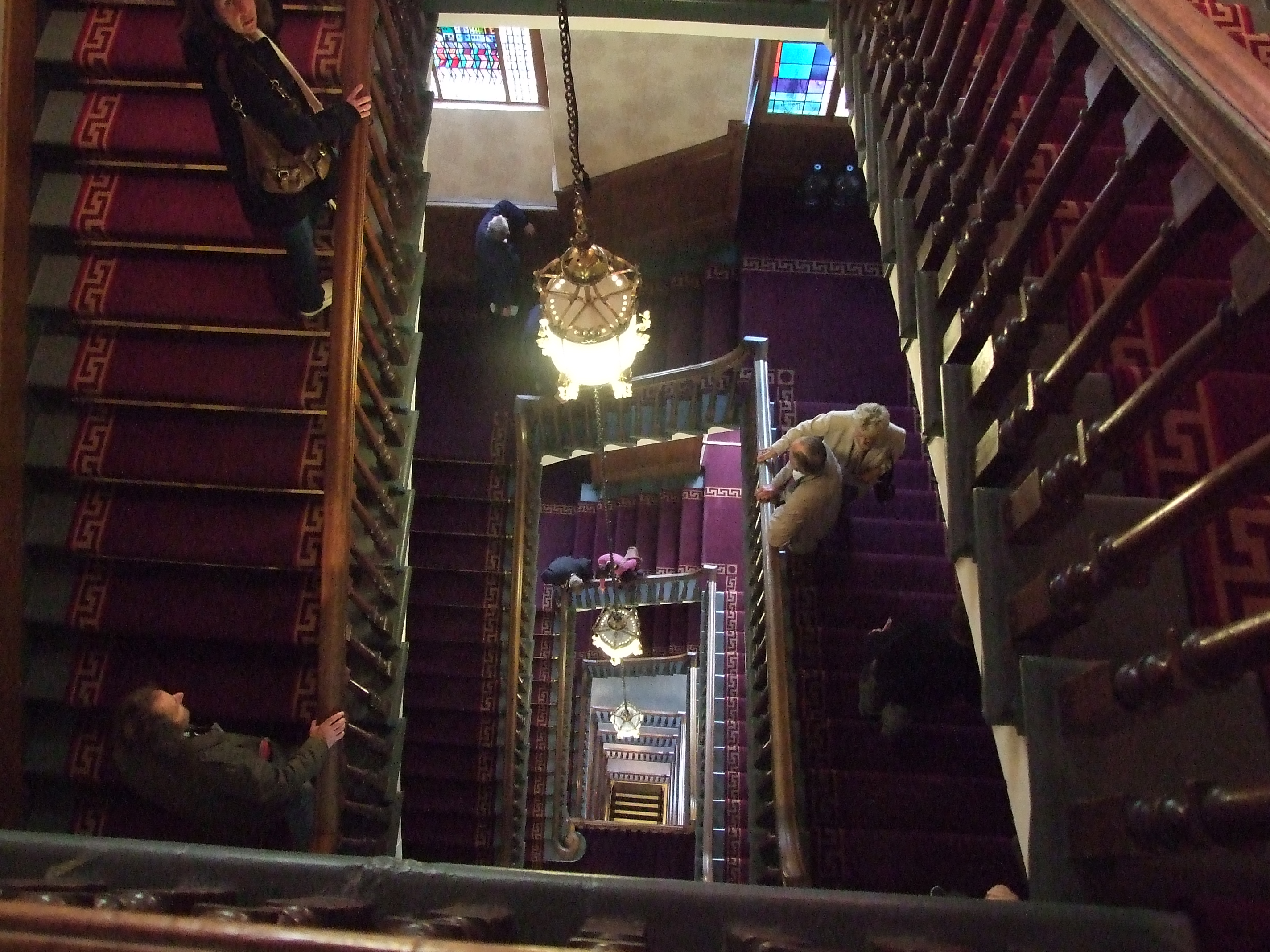
Escalier en bois
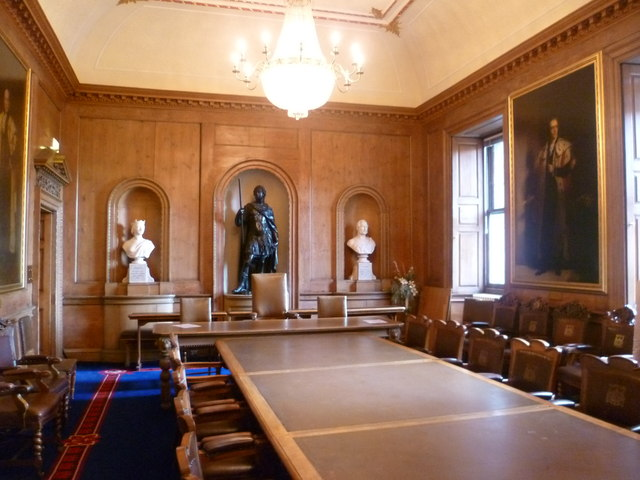
La chambre du conceil
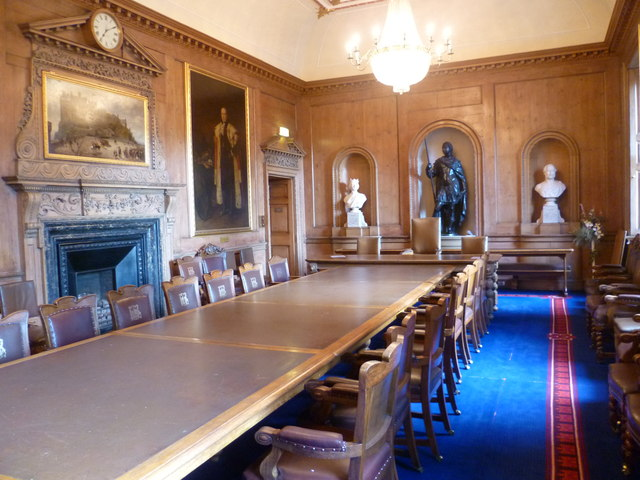
Autre vue de la chambre du conseil

## Bâtiments importants
Les City Chambers font partie d'un groupe classé de bâtiments de liste A, qui sont : 
- Nos 2–11 Parliament Square - Cours suprêmes d'Ecosse
- Bibliothèque des avocats
- Bibliothèque de sceaux
- Parliament Hall
- 1 place du Parlement
- Cathédrale Saint-Gilles
- Statue de Charles II
- Lothian Chambers
- Queensberry Memorial
- Mercat Cross